# Henrietta Duterte
Henrietta Duterte, död 1903, var en afroamerikansk begravningsentreprenör och abolitionist. Hon blev 1858 den första kvinnliga begravningsentreprenören i USA. 
Hon var född i en familj av fria färgade i Philadelphia. Hon gifte sig 1852 med den haitisk-amerikanska begravningsentreprenören Francis A. Duterte, och ärvde makens företag efter ett barnlöst äktenskap vid hans död 1858. Hennes begravningsfirma fungerade som en hållplats för den underjordiska järnvägen.